# Mount Huxley (Tasmanien)
Der Mount Huxley ist ein 926 Meter hoher Berg im Westen des australischen Bundesstaates Tasmanien. Er liegt in der Mitte der West Coast Range und wurde 1863 von Charles Gould nach Professor Thomas Henry Huxley benannt.
Der Mount Huxley ist ein niedrigerer Gipfel der West Coast Range, besitzt aber an seiner Südseite einen etwa 200 Meter hohen, felsigen Gipfelaufbau über der Schlucht des King River etwas westlich des Crotty Dam. Teile davon sind von der West Coast Wilderness Railway aus sichtbar, wenn diese ihre Tour entlang des King River beginnt.

## Lage
Der Berg liegt nördlich der Schlucht des King River und des Crotty Dam und auch nördlich des Mount Jukes. Östlich schließen sich der Tofft River und die Thureau Hills an, ebenso wie der Lake Burbury. Nördlich des Mount Huxley liegen der Mount Owen und die Stadt Queenstown.

## Zugang
Der Normalweg erklimmt den Berg von Norden aus Richtung  der südlichen Vororte von Queenstown. Die Südflanke ist felsig und stürzt in die Schlucht des King River ab.